# Refendrie
 (mai 2008).
Si vous disposez d'ouvrages ou d'articles de référence ou si vous connaissez des sites web de qualité traitant du thème abordé ici, merci de compléter l'article en donnant les références utiles à sa vérifiabilité et en les liant à la section « Notes et références ».
Invention des deux dernières décennies du XVIe siècle.
Il s'agit d'une usine (ou d'une partie d'usine) où le fer issu du martinet est fendu pour obtenir des barres de petites sections : verges et baguettes de différents calibres comme le fer feuillard, longue barre à la fois large et plate servant à de nombreux usages industriels. Le fer est d'abord passé entre deux cylindres lisses en fonte (les espatards), tournant en sens inverse, pour être aplati. Puis il est introduit entre deux cylindres taillants pour être découpé selon le profil et les dimensions souhaitées.